# 겐랴쿠 (13세기)
겐랴쿠(建暦, けんりゃく)는 일본의 연호(元号) 중 하나이다.
- 전후 : 조겐(承元) 이후 - 겐포(建保) 이전.
- 시기 : 1211년 ~ 1212년
- 천황 : 준토쿠 천황
- 인세이 : 고토바 상황
- 쇼군 : 가마쿠라 막부의 미나모토 노 사네토모
- 싯켄 : 호조 요시토키

## 개원(改元)
- 조겐 5년 3월 9일(율리우스력 1211년 4월 23일), 개원.
- 겐랴쿠 3년 12월 6일(율리우스력 1214년 1월 18일), 겐포로 개원된다.

## 출전
『후한서』의 「建曆之本，必先立元，元正然後定日法，法定然後度周天以定分至。」

## 겐랴쿠 시기에 일어난 일
- 2년
  - 1월 23일 : 정토종의 개조 호넨이 이치마이키쇼몬(一枚起請文)을 유서로 남기고 이틀 뒤 사망.
  - 가모 노 조메이의 호주키(方丈記)가 완성.
- 3년경
  - 긴카이와카슈(金槐和歌集)가 완성.
- 3년
  - 정월 : 호조씨와 미우라 일족의 대립 중, 와다 요시모리가 반란을 일으키다(와다 전투).

## 서력과의 대조표
| 겐랴쿠 | 원년   | 2년    | 3년    |
| ------ | ------ | ------ | ------ |
| 서력   | 1211년 | 1212년 | 1213년 |
| 간지   | 신미   | 임신   | 계유   |

## 같이 보기
- 일본의 연호 일람

| 이전 조겐 | 일본의 연호 1211년 ~ 1213년 | 다음 겐포 |